# Duna-sziget (Bécs)
A Duna-sziget (németül: Donauinsel) hosszú és keskeny mesterséges sziget Bécs központjában, a Duna folyó és a vele párhuzamos csatorna, az Új Duna  között. A sziget 21,1 km hosszú, de szélessége csak 70-210 méter között változik. Az Új Duna gyakorlatilag egy hosszúkás tó.

## Szabadidő és fesztivál helyszín
A pihenő területek, bárok, éttermek és éjszakai klubok hozzák a legtöbb látogatót a szigetre. A sport-lehetőségek a görkorcsolyázás, úszás, kerékpározás és kenuzás.  A sziget déli és északi részén nagy területű és szabad nudista strandok vannak.
A Donauinselfest egy évente megrendezett, nemzetközileg ismert szabadtéri fesztivál, Európa legnagyobb ilyen jellegű rendezvénye, várhatóan hamarosan eléri a 3 millió látogatót. Június végén (péntek-vasárnap) kerül megrendezésre - kivéve a 2008-ban (szeptember 5-7), mivel Ausztria és Svájc adott otthont a labdarúgó Európa-bajnokságnak (Lásd: 2008-as labdarúgó Európa-bajnokság). 2008. szeptember 23-án, itt adta Madonna első koncertjét Bécsben 57 000 fős közönség előtt.

## Megbízható árvízvédelem
A sziget fő célja azonban az árvízvédelem. Mivel a Duna átszeli a várost, ez több száz éve állandóan problémát jelentett. Az első említésre méltó intézkedéseket 1870 és 1875 között vezették be. Kiásták a 280 m széles központi medret, és egy 450 m széles árteret hoztak létre a folyó bal partján.
1970-ben egy új terv született, ami hamarosan megvalósult: ástak egy új csatornát az egykori ártéri területen és a kitermelt földet felhasználva felépítettek egy földsávot a kiegyenesített medret a 19. századi árvízvédelmi rendszerek és az újonnan létrehozott között. Az új csatorna az Új Duna (Neue Donau) nevet kapta. A munkálatok befejezése után szóba jött, hogy az így létrejött szigetet kikapcsolódásra kell használni. Az árvízvédelmi rendszert úgy tervezték, hogy akár 14 000 m³ másodpercenkénti vízhozamú hirtelen áradásoktól is védelmet biztosítson. Ez csak egyszer történt Bécs történetében, 1501-ben, a  nagy 2002-es árvíz vízhozama másodpercenként 10 000 m³ volt. 
A munkálatok 1972 márciusában kezdődtek és 1988-ban fejeződtek be.
A vízmű 1992 és 1998 kötött épült.
|  |  |  |